# 大易村站
大易村站是一个淮南线上的铁路车站，位于安徽省和县螺北乡大易村，建于1935年，目前为五等站，邮政编码为238272。目前不办理客、货运营业。